# George Grey, II conte di Kent
George Grey (Ruthin, 1454 – Ampthill, 25 dicembre 1505) è stato un nobile e politico inglese.

## Biografia
Era figlio di Edmund Grey, I conte di Kent e Lady Katherine Percy, pronipote di Giovanni Plantageneto, I duca di Lancaster.
Suo fratello maggiore Anthony morì nel 1480 permettendogli di ereditare i titoli paterni: nel 1490 divenne quindi secondo conte di Kent e quinto barone Grey di Ruthyn.
Venne creato cavaliere dell'Ordine del Bagno da Riccardo III d'Inghilterra nel luglio del 1483. Dal 1480 figurava come giudice di pace per il Huntingdonshire ed il Northamptonshire, dal 1483 per il Bedfordshire, dal 1494 per il Buckinghamshire e dal 1496 per il Kent.
Combatté accanto ad Enrico VII d'Inghilterra contro il pretendente al trono Yorkista Perkin Warbeck nella battaglia di Stoke Field combattuta il 16 giugno 1487. Nel 1491 fu commissario di nel Bedfordshire per la raccolta fondi necessari per la guerra contro la Francia.
Il 17 giugno 1497 prestò di nuovo servizio nell'esercito reale per sedare le rivolte in Cornovaglia a Deptford Bridge, nella battaglia di Blackheath.

### Matrimoni e discendenza
Sposò Anne, figlia di Richard Woodville e sorella di Elisabetta Woodville, dalla quale ebbe un solo figlio:
- Richard Grey, III conte di Kent (1481–1524).

Anne morì il 30 luglio 1489 e l'anno seguente Grey si risposò con Catherine, seconda figlia di William Herbert, I conte di Pembroke. Dal matrimonio nacquero altri quattro figli:
- Anne Grey (1490–1545), sposò John Hussey, I barone Hussey di Sleaford;
- Henry Grey, IV conte di Kent (c. 1495-1562);
- George Grey;
- Anthony Grey, nonno paterno di Anthony Grey, IX conte di Kent.

L'ultima apparizione di Grey a corte fu in occasione della visita del re Filippo I di Castiglia svoltasi nel 1505. Nel dicembre di quello stesso anno morì ad Ampthill.